# Melodinus orientalis
Melodinus orientalis är en oleanderväxtart som beskrevs av Carl Ludwig von Blume. Melodinus orientalis ingår i släktet Melodinus och familjen oleanderväxter. Inga underarter finns listade i Catalogue of Life.